# تشارلز سارجنت
تشارلز سارجنت هو سياسي أمريكي، ولد في 3 فبراير 1945 في نيويورك في الولايات المتحدة، وتوفي في 13 نوفمبر 2018 بسبب سرطان. نشط حزبياً في الحزب الجمهوري. وقد انتخب عضو مجلس نواب تينيسي ‏.

## وصلات خارجية
- الموقع الرسمي